# Pierre-Yves Artaud
Pierre-Yves Artaud   (París, 13 de juliol de 1946) és un flautista clàssic francès.
Primer premi de flauta i música de cambra del Conservatori de París, porta una triple carrera, director, investigador i pedagog.
Solista de molt de temps al "ensemble 2e2m", on va ser director artístic entre 1994 i 1997, va ser nomenat el 1981 per Pierre Boulez per encapçalar el Taller d'Investigació Instrumental de l'IRCAM, (Institut de Recerca i Coordinació Acústica/Música), que va gestionar fins a 1986.
Gran intèrpret de música contemporània, que crea i va crear moltes obres (Gilbert Amy, André Boucourechliev, Franco Donatoni, Brian Ferneyhough, Sofia Gubaidúlina, Klaus Huber, Betsy Jolas, Sophie Lacaze, Michaël Levinas, Paul Méfano, Emmanuel Nunes, Luis de Pablo, Doina Rotaru o Yoshihisa Taira).
Professor de flauta i música de cambra al CNSMDP i la Paris School of Music, Pierre-Yves Artaud ha impartit nombroses classes magistrals (a Europa i Àsia, especialment al Japó), tenint molts alumnes i entre ells a Jean-Christophe Frisch.
Autor de diversos tractats educatius, incloent "Flûtes au Présent" sobre els modes d'interpretar, també és professor de didàctica al CNSMDP.
Ha guanyat diversos premis, com el Premi Académie Charles Cros (tres vegades), el SACEM (1982), el Gran Premi per a la interpretació de la música contemporània francesa, el "Grand Prix du disquet" del Japó (1984) i el premi a la realització educativa de SACEM (1998).

## Pel·lícules
- Une leçon particulière, realització de Claude Mouriéras, Concepció Olivier Bernager i François Manceaux 1987.

## Treballs
- Sept soleils, quatre pierres, trois terres per a cinta (1986)
- Ruf(e), l'appel de l'avalanche per tape (1991)
- La Route du sel per a conjunt de cinta o flauta (1991)
- Soleil Noir (1991)
- Disposition per a cinta o conjunt (1992)
- Iso-la per a conjunt (1992)
- Eole per a piccolo solista (1993)
- Catàleg sonor Louis Pons (1993)
- Chitra per a flauta i cinta (1996)

## Escrits
- Méthode élémentaire pour la flûte traversière, Editions Lemoine, 1972
- Gérard Geay, Flûtes au Présent, Editions Jobert-Transatlantiques, 1980
- La Flûte, Editions Jean-Claude Lattes, 1986
- A propos de pédagogie, Editions Billaudot, 1996